# Anthophora rhodothorax
Anthophora rhodothorax är en biart som beskrevs av Michener 1936. Anthophora rhodothorax ingår i släktet pälsbin, och familjen långtungebin. Inga underarter finns listade i Catalogue of Life.